# 松川悠菜
松川悠菜（まつかわ ゆうな、1989年6月1日 - ）は、日本のグラビアアイドル、タレント。G.P.R所属。

## 人物
DVD発売間近の状態で、デビュー予定だったグラビアアイドルがドタキャンし、急遽マネージャーだった彼女が撮影監督によって身代わりキャスティングされ、そのままデビュー作が撮影された。
現在はマネージャーと芸能人を兼業している。

## 作品
- ミルキー・グラマー（2017年9月22日、竹書房）
- おいしい関係（2018年1月25日、イーネット・フロンティア）
- いけない遊び（2018年4月20日、ラインコミュニケーションズ)
- ワガママを聞いてくれる悠菜（2018年7月27日、スパイスビジュアル)
- 欲望コンフェッション（2018年10月18日、ギルド）